# Callibaetis floridanus
Callibaetis floridanus är en dagsländeart som beskrevs av Banks 1900. Callibaetis floridanus ingår i släktet Callibaetis och familjen ådagsländor. Inga underarter finns listade i Catalogue of Life.